# Municipio de New Market (Ohio)
El municipio de New Market (en inglés: New Market Township) es un municipio ubicado en el condado de Highland en el estado estadounidense de Ohio. En el año 2010 tenía una población de 1888 habitantes y una densidad poblacional de 27,27 personas por km².

## Geografía
El municipio de New Market se encuentra ubicado en las coordenadas 39°9′19″N 83°40′19″O / 39.15528, -83.67194. Según la Oficina del Censo de los Estados Unidos, el municipio tiene una superficie total de 69.24 km², de la cual 69,21 km² corresponden a tierra firme y (0,04 %) 0,03 km² es agua.

## Demografía
Según el censo de 2010, había 1888 personas residiendo en el municipio de New Market. La densidad de población era de 27,27 hab./km². De los 1888 habitantes, el municipio de New Market estaba compuesto por el 98,04 % blancos, el 0,48 % eran afroamericanos, el 0,05 % eran amerindios y el 1,43 % eran de una mezcla de razas. Del total de la población el 0,53 % eran hispanos o latinos de cualquier raza.